# Хвостов, Алексей Яковлевич
Алексей Яковлевич Хвостов (13 марта 1902 года, село Среднее, ныне Алексинский район, Тульская область, — 28 февраля 1981 года, Москва) — советский военный деятель, Генерал-майор (03.06.1944).

## Биография
Алексей Яковлевич Хвостов родился 13 марта 1902 года в селе Среднее ныне Алексинского района Тульской области.

### Гражданская война
В ноябре 1917 года вступил красногвардейцем в 1-ю боевую дружину при цементном заводе в Подольске.
В августе 1919 года призван в РККА и направлен красноармейцем в 28-й стрелковый полк, дислоцированный в Тамбов, а в апреле 1920 года переведён в 84-й Донецкий батальон по охране железной дороги. С июля 1920 года проходил службу в 52-м кавалерийском полку (20-я кавалерийская дивизия), затем в 123-м кавалерийском полку (21-я кавалерийская дивизия), а в сентябре — в 52-м кавалерийском полку (9-я Крымская кавалерийская дивизия), в составе которых принимал участие в боевых действиях на Южном и Юго-Западном фронтах. Член РКП(б) с 1922 года.

### Межвоенное время
После окончания войны Хвостов продолжил служить в 52-м кавалерийском полку (9-я Крымская кавалерийская дивизия) красноармейцем, а затем старшиной, командиром взвода и помощником командира эскадрона.
В августе 1925 года был направлен на учёбу в Крымская кавалерийская школа имени ЦИК Крымской АССР. которая в 1927 году была преобразована в Борисоглебскую, а затем в Борисоглебско-Ленинградская, после окончания которой в сентябре 1928 года был назначен на должность командира взвода в 32-м кавалерийском полку (6-я Чонгарская кавалерийская дивизия, Белорусский военный округ). В декабре 1929 года вернулся в 52-й кавалерийский полк (9-я Крымская кавалерийская дивизия, Украинский военный округ), где исполнял должность командира взвода и эскадрона.
В мае 1935 года Хвостов был направлен на учёбу в Военную академию имени М. В. Фрунзе, после окончания которой в августе 1938 года назначен начальником 1-й части штаба дивизии, в августе 1939 года — на должность командира 151-го кавалерийского полка (31-я кавалерийская дивизия, 1-я Отдельная Краснознамённая армия), а в марте 1941 года — на должность офицера для особых поручений при командующем войсками Дальневосточного фронта.

### Великая Отечественная война
С началом войны Хвостов находился на прежней должности.
В августе 1941 года был назначен на должность командира 8-го стрелкового полка по охране штаба Дальневосточного фронта, в октябре — на должность командира 205-й стрелковой дивизии, находившейся в резерве этого же фронта, в апреле 1942 года — на должность 18-го кавалерийского, а затем 5-го стрелкового корпусов в составе 1-й Краснознамённой армии этого же фронта, которые выполняли задачи по обороне дальневосточной границы СССР и готовили кадры для действующей армии.
В июне 1943 года Хвостов был направлен в распоряжение Главного управления кадров НКО и затем был назначен на должность командира 51-й стрелковой дивизии, которая принимала участие в боевых действиях во время Смоленской, Витебско-Оршанской, Полоцкой, Шяуляйской, Рижской, Мемельской и Кёнигсбергской наступательных операций, а также при освобождении Витебска, Полоцка, Зарайска и Кёнигсберга. За отличия при освобождении Витебска дивизия получила почётное наименование «Витебская».

### Послевоенная карьера
После окончания войны генерал-майор Хвостов находился на прежней должности.
В январе 1946 года был назначен на должность командира 115-й гвардейской стрелковой дивизии (Киевский военный округ). С июля 1946 — на должности командира 140-й, а с марта 1947 — на должности командира 7-й гвардейской стрелковых бригад в составе этого же округа (г. Белая Церковь).
В апреле 1950 года был зачислен слушателем высших академических курсов при Высшей военной академии имени К. Е. Ворошилова, но в июле приказ о зачислении был отменён и Хвостов был назначен на должность заместителя командира 17-я пулемётно-артиллерийской дивизии (Закавказский военный округ), а в ноябре 1951 года — на должность командира 75-й стрелковой дивизии.
В декабре 1953 года был повторно направлен на учёбу на высшие академические курсы при Высшей военной академии имени К. Е. Ворошилова, после окончания которых в декабре 1954 года был назначен на должность помощника командующего по боевой подготовке 5-й армии (Дальневосточный военный округ).
Генерал-майор Алексей Яковлевич Хвостов в июле 1955 года вышел в отставку. Умер 28 февраля 1981 года в Москве. Похоронен на Николо-Архангельском кладбище в Москве.

## Награды
- Два ордена Ленина;
- Три ордена Красного Знамени;
- Орден Суворова 2 степени;
- Орден Александра Невского;
- медали СССР
- медаль «Китайско-советской дружбы» (КНР)